# Presbytère de Bucey-lès-Gy
Le presbytère de Bucey-lès-Gy est un presbytère situé à Bucey-lès-Gy, en France.

## Localisation
Le presbytère est situé sur la commune de Bucey-lès-Gy, dans le département français de la Haute-Saône.

## Historique
Construit entre 1860 et 1864, ce presbytère est dû à l'architecte Christophe Colard. Il a été édifié avec les règles de l'époque : le terrain est cloturé de murs ; il est suffisamment étendu pour y établir à l'intérieur de la cloture une vigne pouvant fournir le vin de messe de l'année ; un petit lavoir permet que le linge du curé ne soit pas lavé au lavoir municipal.
L'édifice est inscrit au titre des monuments historiques en 2007.
L'édifice est réhabilité pour devenir en 2018 la nouvelle mairie - espace culturel. Mais sa localisation au sommet de la colline qui domine le village, à côté de l'église et du cimetière, le rend très peu facile d'accès pour les villageois. Le nouveau maire souhaite vendre ce bâtiment pour remettre la mairie au centre du village.